# 주형가
주형가(朱亨嘉, ? ~ 1645년 4월)는 중국 명나라의 황족이자 남명의 비정통 황제로, 홍무제의 장손 주수겸(朱守謙)의 10대손이다. 묘호는 원종(元宗)이다.

## 생애
주형가는 명의 번왕 작위를 대대로 세습했으며 그의 아버지는 주이호이다. 남경이 함락된 후 융무 원년(1645년) 8월 3일 양국위(楊國威)와 고혁(顧奕)의 지지 하에 감국을 칭하고 흥업(興業)으로 개원했다. 우저우(梧州)의 융무제는 주형가의 황제 참칭을 알고 진방전(陳邦傳)에게 방비를 명했으며 주형가가 참칭한 곳의 토사(土司)에게 주형가를 따르지 말라고 전했다. 
이후 정괴초(丁魁楚)가 우저우에서 군대를 보내 주형가를 공격했고 주형가는 도망가다 붙잡혀 1646년 푸젠성에 끌려가 그해 4월에 처형당했다. 그의 아들 석도(石濤)는 무창(武昌)으로 도망쳐 한동안 승려 생활을 하다 남명이 멸망하자 화가로 활동한다.

## 가족
- 부왕: 주이호(朱履祜) - 송목왕(荣穆王)
- 본인: 원종 경황제 주형가
- 아들 : 석도(石濤)
- 아들 : 주원제(朱原濟)